# Marguerite III de Flandre
Marguerite III de Flandre ou Marguerite de Male ou Marguerite de Dampierre, née le 13 avril 1350 et morte le 16 mars 1405, par héritage comtesse de Flandre, comtesse d'Artois, duchesse de Brabant, duchesse de Limbourg, comtesse de Bourgogne, comtesse de Nevers et comtesse de Rethel, devient à deux reprises duchesse de Bourgogne, en 1357 par son mariage avec le duc Philippe de Rouvre, de la première maison de Bourgogne, et en 1369 par son mariage avec le duc Philippe II le Hardi, frère du roi de France Charles V et fondateur de la maison de Valois-Bourgogne, illustrée par Jean sans Peur, Philippe le Bon et surtout Charles le Téméraire.
Certains de ces fiefs relèvent du royaume de France (Flandre, Artois, Nevers, duché de Bourgogne, dont la capitale est Dijon), d'autres du Saint-Empire (Brabant, Limbourg, comté de Bourgogne, dont la capitale est Dole et qui correspond approximativement à la Franche-Comté). Le mariage de Marguerite avec le duc Philippe le Hardi est le fondement de l'État bourguignon (dont la partie Nord forme les Pays-Bas bourguignons, ultérieurement Pays-Bas des Habsbourg puis Pays-Bas espagnols).

## Biographie

### Origines
Son père, Louis de Male (1330 – 1384) est comte de Flandre, de Nevers, de Rethel et de Bourgogne. Sa mère, Marguerite de Brabant, est la fille cadette du duc Jean III de Brabant. Par sa mère, Marguerite de Male est donc la nièce de Jeanne de Brabant, duchesse de Brabant et de Limbourg, dont elle sera également l'héritière. Elle est également la petite-fille de Marguerite, comtesse de Bourgogne et d'Artois, fille cadette du roi de France Philippe V le Long et de Jeanne, comtesse de Bourgogne et d'Artois.

### Mariages
En 1357, à l'âge de sept ans, elle épouse en premières noces Philippe de Rouvres (1346-1361), son cousin au deuxième degré. Veuve en 1361, à l'âge de onze ans, Marguerite devient duchesse douairière de Bourgogne (1361-1369).
Après le décès de son premier mari, son père veut la marier avec Edmond de Langley, comte de Cambridge, futur duc d'York. Devant cette possibilité de voir les fiefs de Marguerite de Flandre passer sous le contrôle d'un fils du roi d'Angleterre, Charles V propose de la marier à son frère Philippe le Hardi, duc de Bourgogne depuis 1364. Louis de Male résista longtemps avant d'accepter sous la condition que lui soient restituées les châtellenies de Lille, Douai et Orchies saisies par Philippe le Bel, et le paiement de 200 000 francs-or. Cent mille francs devaient être payés avant le mariage et la somme restante, deux ans plus tard.
En juin 1369, à 19 ans, elle épouse en secondes noces le duc Philippe II de Bourgogne, dit le Hardi, quatrième fils du roi de France Jean le Bon et de Bonne de Luxembourg.
À la mort de son père, Louis de Male, en janvier 1384, Marguerite (suo jure) et son époux Philippe le Hardi (jure uxoris) héritent des comtés de Bourgogne (Franche-Comté), Artois, Flandre, Rethel et Nevers. Elle achète vers 1369 à Pierre Bonnot, père de Richard Bonnot conseiller du duc, une maison dans le château de Bracon. 

### Mort et succession
Morte le 16 mars 1405 à Arras, elle est inhumée en la collégiale Saint-Pierre de Lille, laquelle est détruite au cours de la Révolution.
Après sa mort et celle de sa tante Jeanne de Brabant en 1406, c'est son fils cadet Antoine qui hérite des duchés de Brabant et de Limbourg ; tandis que son aîné Jean Ier de Bourgogne, dit Jean sans Peur, duc de Bourgogne en 1404 à la mort de son père, héritera des comtés de Flandre, d'Artois, de Bourgogne et de Charolais.

## Descendance
Elle eut de son mariage avec Philippe II le Hardi :
1. Jean sans Peur (1371-1419), duc de Bourgogne, comte de Flandre, d'Artois et de Charolais, comte palatin de Bourgogne. Assassiné le 10 septembre 1419, sur le pont de Montereau ;
2. Charles (1372-1373) ;
3. Marguerite (1374-1441), mariée le 12 avril 1385 à Guillaume IV de Bavière, comte de Hainaut, de Hollande et de Zélande ;
4. Catherine (1378-1425), mariée le 15 août 1393 à Léopold IV, duc d'Autriche ;
5. Bonne (1379-1399) ;
6. Antoine (1384-1415), comte de Rethel, puis duc de Brabant ;
7. Marie (1386-1422), mariée en mai 1401 à Amédée VIII, comte puis duc de Savoie ;
8. Philippe (1389-1415), devenu en 1404, par renonciation de ses frères Jean et Antoine, comte de Nevers et de Rethel.

## Héraldique
| Blason | Blasonnement : Parti, à dextre coupé d'azur semé de fleurs de lys d'or à la bordure componée d'argent et de gueules, et de bandé d'or et d'azur de six pièces à la bordure de gueules; et à senestre d'or au lion de sable armé et lampassé de gueules. Commentaires : La partition dextre est la moitié dextre des armes de Philippe le Hardi son mari (fils de France, ancien duc de Touraine, et duc de Bourgogne), tandis que la partition senestre est aux pleines armes de Flandre, dont elle était comtesse de plein droit. |

## Résidences

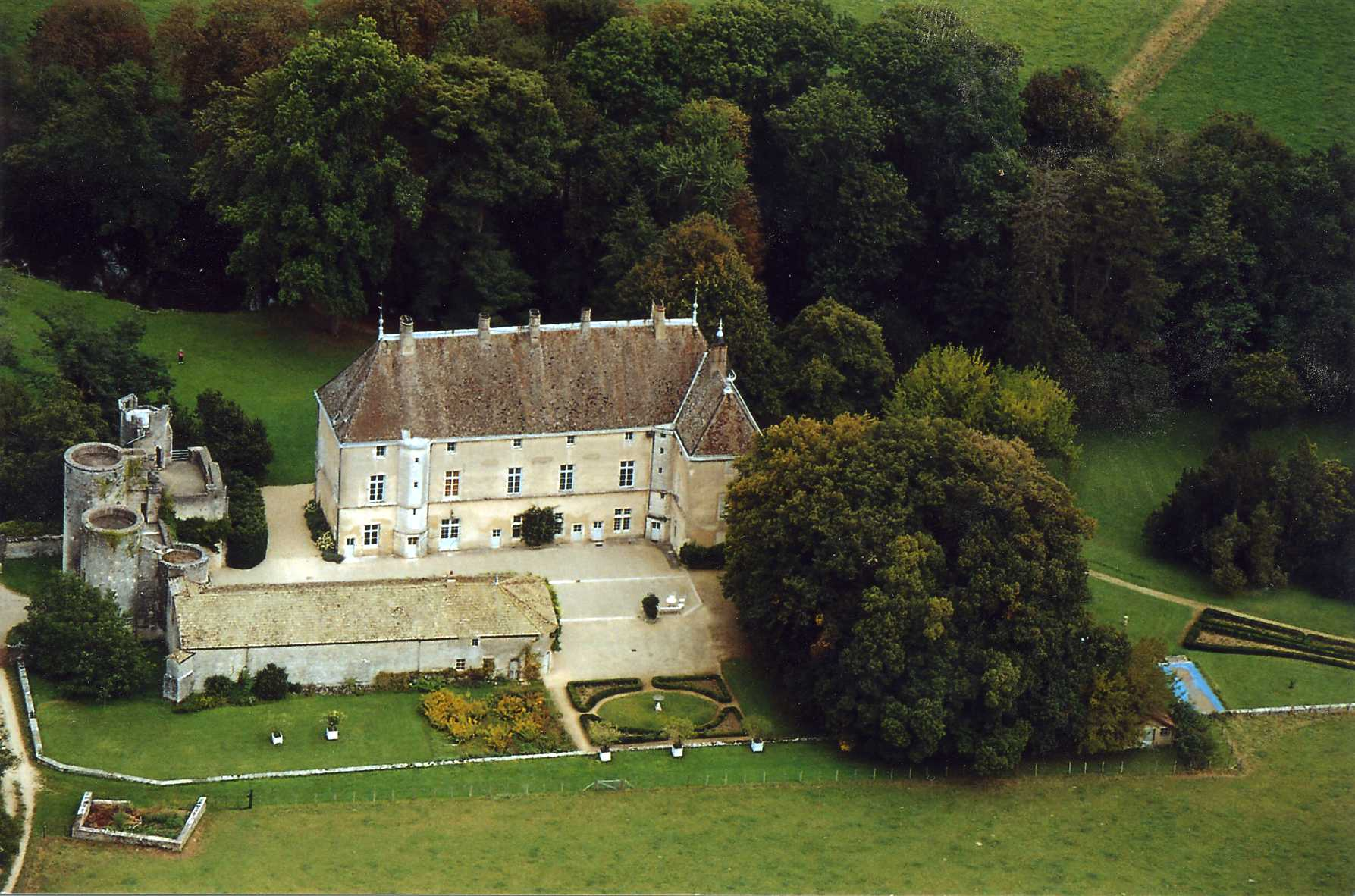
Vue aérienne du château de Germolles.

En Bourgogne, le château de Germolles offert par Philippe le Hardi à Marguerite de Flandre en 1381 a été totalement réaménagé par la princesse. Largement conservé, il compte aujourd'hui parmi les meilleurs exemples des résidences princières en France à la fin du Moyen Âge.